# Biserica de lemn din Berbești

Biserica de lemn din Berbeşti, Maramureş, desenată de artistul Károly Cserna și publicată în volumul din 1898 dedicat nordului Ungariei, din seria enciclopedică acoperind întregul imperiu Austro-Ungar

Interiorul naosului înainte de demolare, foto: Atanasie Popa, 1932.

Intrarea în biserică cu inscripţia de la 1758. În golul uşii este desenat un lumânărar cu heruvimi ce obişnuieşte să fie atârnat în faţa iconostasului. Schiţă din 1862 de Franz Schulz.

Planul, faţada de apus şi secţiuni. Schiţă din 1862 de Franz Schulz.

Biserica de lemn din Berbești, greco-catolică, s-a aflat în localitatea omonimă din județul Maramureș unde a fost ridicată în anul 1758. A dispărut, ca multe altele, în procesul de înlocuire a vechilor lăcașe de cult cu biserici noi de zid. Ea a fost demolată în anul 1932, după ce i s-a negat calitatea de monument istoric, deși fusese una din primele biserici de lemn din Maramureș remarcată de specialiști. Datorită unor pionieri ai cercetării în Maramureș au fost salvate pentru eternitate câteva imagini, schițe și date documentare, esențiale pentru reconstituirea și înțelegerea valențelor ei. Din acestea reies trăsăturile uneia dintre cele mai valoroase biserici de lemn ridicate în Maramureș, care s-ar fi remarcat în patrimoniul românesc și universal, dacă ar fi fost păstrată și îngrijită.

## Documentare
Biserica de lemn din Berbești a fost una dintre primele care au fost remarcate în Maramureș. Biserica a fost vizitată în 1862 de cercetătorii maghiari Imre Henszlmann, Florian Rómer și Ferencz Schulcz. Cel din urmă a surprins planul, fațada de intrare, secțiuni, portalul de intrare și detalii în trei schițe de teren, păstrate azi în arhivele budapestane. Dintre acestea doar un detaliu de stâlp a fost publicat câțiva ani mai târziu, într-un studiu despre bisericile de lemn din Ungaria de nord. Imre Henszlmann, la rândul lui, a remarcat-o în 1864 printre cele mai reprezentative pentru Maramureș, într-un studiu dedicat arhitecturii sacrale din nordul Ungariei. Nu întâmplător, biserica de lemn din Berbești a fost selectată și desenată de artistul Károly Cserna în volumul ilustrat dedicat Ungariei de nord, din 1898. În 1909, Ioan Bârlea a adunat inscripțiile din biserică în valoroasa sa colecție de însemnări din bisericile maramureșene. Doi ani mai târziu, Tit Bud face un mic istoric al bisericii. Câteva date suplimentare despre biserică au fost surprinse de Vasile Moldovan, cu ocazia vizitei canonice a episcopului unit de Gherla, Vasile Hossu. Ultimele date despre biserică, când aceasta încă se afla în picioare, sunt culese de Atanasie Popa, în pragul demolării ei. Din vizitațiile canonice în teren ale arhiereului greco-catolic de Gherla se păstrează trei fotografii și corespondența în arhiva Comisiei Monumentelor Istorice. Materialul despre biserică, disparat în multe arhive, completat cu interviuri cu câțiva localnici, a fost adunat în două lucrări dedicate bisericilor de lemn din Maramureș în 2000 și 2004.

## Istoric
În Berbești au fost documentate două biserici de lemn succesive. Locuitorii din Berbești au avut statutul social de nobili până la mijlocul secolului 19. Condiția socială le-a permis să ctitorească biserici care să facă față creșterii demografice din ultimele veacuri. Biserica de lemn înlocuită la mijlocul secolului 18 a fost donată iobagilor din Vad, care au reclădit-o și folosit-o până la sfârșitul secolului 19. Ultima biserică de lemn a fost cumpărată de locuitorii din Vad și materialul refolosit la construcția unei școli în Șugău.

### Prima biserică
Cea mai veche biserică cunoscută a fost descrisă minimal în anul 1751, cu ocazia vizitei canonice a epicopului unit de Muncaci, Manuel Mihail Olsavszky. Biserica era de lemn, acoperită cu draniță, avea turn cu două clopote, încuietoare de lemn, două candelabre și era prevăzută cu icoane și toate cele necesare cultului. Din notele vizitației aflăm că ar fi fost binecuvântată de episcopul Maramureșului Dositei Teodorovici (1718-1733) iar antimisul era sfințit de episcopul Iosif Stoica de Maramureș (1690-1711). Vechimea reală a acestei biserici nu este cunoscută. Această biserică, notează vicarul greco-catolic de Maramureș, Tit Bud, „cea veche, dinainte de 1758, s'a dăruit credincioșilor din Vad” pentru care locuitorii din Vad „au dat ... lemne de zidit altă biserică”.' Capacitatea acestei biserici era aproximată la sfârșitul secolui 18, după mutarea în Vad, la 300 de credincioși, însă dimensiunile ei de numai 3 orgii lățime și 5 orgii lungime, surprinse în inventarele bisericii din 1857 și 1866, indică o capacitate maximă de numai 200-230 de credincioși. Biserica a fost înlocuită de o nouă biserică de zid în 1884, rămânând pentru o vreme în cimitirul vechi al satului.

### A doua biserică
Biserica de lemn folosită de berbeștenii uniți până în pragul primului război mondial a fost ridicată în anul 1758. Momentul ridicării a fost păstrat de o inscripție pe portalul de la intrare, copiată de Ioan Bârlea în 1909 și redată de Ferencz Schulcz într-o schiță din 1862. Inscripția în latină are următorul conținut: „SAM Andreas fecit eclesia. Anno Domini 1758”.